# US Open 1985 (tennis)
De 105e editie van het Amerikaanse grandslamtoernooi, het US Open 1985, werd gehouden van dinsdag 27 augustus tot en met zondag 8 september 1985. Voor de vrouwen was het de 99e editie. Het toernooi werd gespeeld op het terrein van het USTA Billie Jean King National Tennis Center, gelegen in Flushing Meadows in het stadsdeel Queens in New York.

## Belangrijkste uitslagen
Mannenenkelspel

Finale: Ivan Lendl (Tsjecho-Slowakije) won van John McEnroe (VS) met 7-6, 6-3, 6-4
Vrouwenenkelspel

Finale: Hana Mandlíková (Tsjecho-Slowakije) won van Martina Navrátilová (VS) met 7-6, 1-6, 7-6
Mannendubbelspel

Finale: Ken Flach (VS) en Robert Seguso (VS) wonnen van Henri Leconte (Frankrijk) en Yannick Noah (Frankrijk) met 6-7, 7-6, 7-6, 6-0
Vrouwendubbelspel

Finale: Claudia Kohde-Kilsch (West-Duitsland) en Helena Suková (Tsjecho-Slowakije) wonnen van Martina Navrátilová (VS) en Pam Shriver (VS) met 6-7, 6-2, 6-3
Gemengd dubbelspel

Finale: Martina Navrátilová (VS) en Heinz Günthardt (Zwitserland) wonnen van Elizabeth Smylie (Australië) en John Fitzgerald (Australië) met 6-3, 6-4
Meisjesenkelspel

Finale: Laura Garrone (Italië) won van Andrea Holíková (Tsjecho-Slowakije) met 6-2, 7-6
Meisjesdubbelspel

Finale: Andrea Holíková (Tsjecho-Slowakije) en Radomira Zrubáková (Tsjecho-Slowakije) wonnen van Mariana Pérez Roldán (Argentinië) en Patricia Tarabini (Argentinië) met 6-4, 2-6, 7-5
Jongensenkelspel

Finale: Tim Trigueiro (VS) won van Joey Blake (VS) met 6-2, 6-3
Jongensdubbelspel

Finale: Joey Blake (VS) en Darren Yates (VS) wonnen van Patrick Flynn (Australië) en David Macpherson (Australië) met 3-6, 6-3, 6-4
1881 · 1882 · 1883 · 1884 · 1885 · 1886 · 1887 · 1888 · 1889 · 1890 · 1891 · 1892 · 1893 · 1894 · 1895 · 1896 · 1897 · 1898 · 1899 · 1900 · 1901 · 1902 · 1903 · 1904 · 1905 · 1906 · 1907 · 1908 · 1909 · 1910 · 1911 · 1912 · 1913 · 1914 · 1915 · 1916 · 1917 · 1918 · 1919 · 1920 · 1921 · 1922 · 1923 · 1924 · 1925 · 1926 · 1927 · 1928 · 1929 · 1930 · 1931 · 1932 · 1933 · 1934 · 1935 · 1936 · 1937 · 1938 · 1939 · 1940 · 1941 · 1942 · 1943 · 1944 · 1945 · 1946 · 1947 · 1948 · 1949 · 1950 · 1951 · 1952 · 1953 · 1954 · 1955 · 1956 · 1957 · 1958 · 1959 · 1960 · 1961 · 1962 · 1963 · 1964 · 1965 · 1966 · 1967
↓ open tijdperk ↓
1968 (m-v-md-vd-gd) ·
1969 (m-v-md-vd-gd) ·
1970 (m-v-md-vd-gd) ·
1971 (m-v-md-vd-gd) ·
1972 (m-v-md-vd-gd) ·
1973 (m-v-md-vd-gd) ·
1974 (m-v-md-vd-gd) ·
1975 (m-v-md-vd-gd) ·
1976 (m-v-md-vd-gd) ·
1977 (m-v-md-vd-gd) ·
1978 (m-v-md-vd-gd) ·
1979 (m-v-md-vd-gd) ·
1980 (m-v-md-vd-gd) ·
1981 (m-v-md-vd-gd) ·
1982 (m-v-md-vd-gd) ·
1983 (m-v-md-vd-gd) ·
1984 (m-v-md-vd-gd) ·
1985 (m-v-md-vd-gd) ·
1986 (m-v-md-vd-gd) ·
1987 (m-v-md-vd-gd) ·
1988 (m-v-md-vd-gd) ·
1989 (m-v-md-vd-gd) ·
1990 (m-v-md-vd-gd) ·
1991 (m-v-md-vd-gd) ·
1992 (m-v-md-vd-gd) ·
1993 (m-v-md-vd-gd) ·
1994 (m-v-md-vd-gd) ·
1995 (m-v-md-vd-gd) ·
1996 (m-v-md-vd-gd) ·
1997 (m-v-md-vd-gd) ·
1998 (m-v-md-vd-gd) ·
1999 (m-v-md-vd-gd) ·
2000 (m-v-md-vd-gd) ·
2001 (m-v-md-vd-gd) ·
2002 (m-v-md-vd-gd) ·
2003 (m-v-md-vd-gd) ·
2004 (m-v-md-vd-gd) ·
2005 (m-v-md-vd-gd) ·
2006 (m-v-md-vd-gd) ·
2007 (m-v-md-vd-gd) ·
2008 (m-v-md-vd-gd) ·
2009 (m-v-md-vd-gd) ·
2010 (m-v-md-vd-gd) ·
2011 (m-v-md-vd-gd) ·
2012 (m-v-md-vd-gd) ·
2013 (m-v-md-vd-gd) ·
2014 (m-v-md-vd-gd) ·
2015 (m-v-md-vd-gd) ·
2016 (m-v-md-vd-gd) ·
2017 (m-v-md-vd-gd) ·
2018 (m-v-md-vd-gd) ·
2019 (m-v-md-vd-gd) ·
2020 (m-v-md-vd) ·
2021 (m-v-md-vd-gd) ·
2022 (m-v-md-vd-gd) ·
2023 (m-v-md-vd-gd)  ·
2024 (m-v-md-vd-gd)
Lijst van US Openwinnaars